# SKYPARK

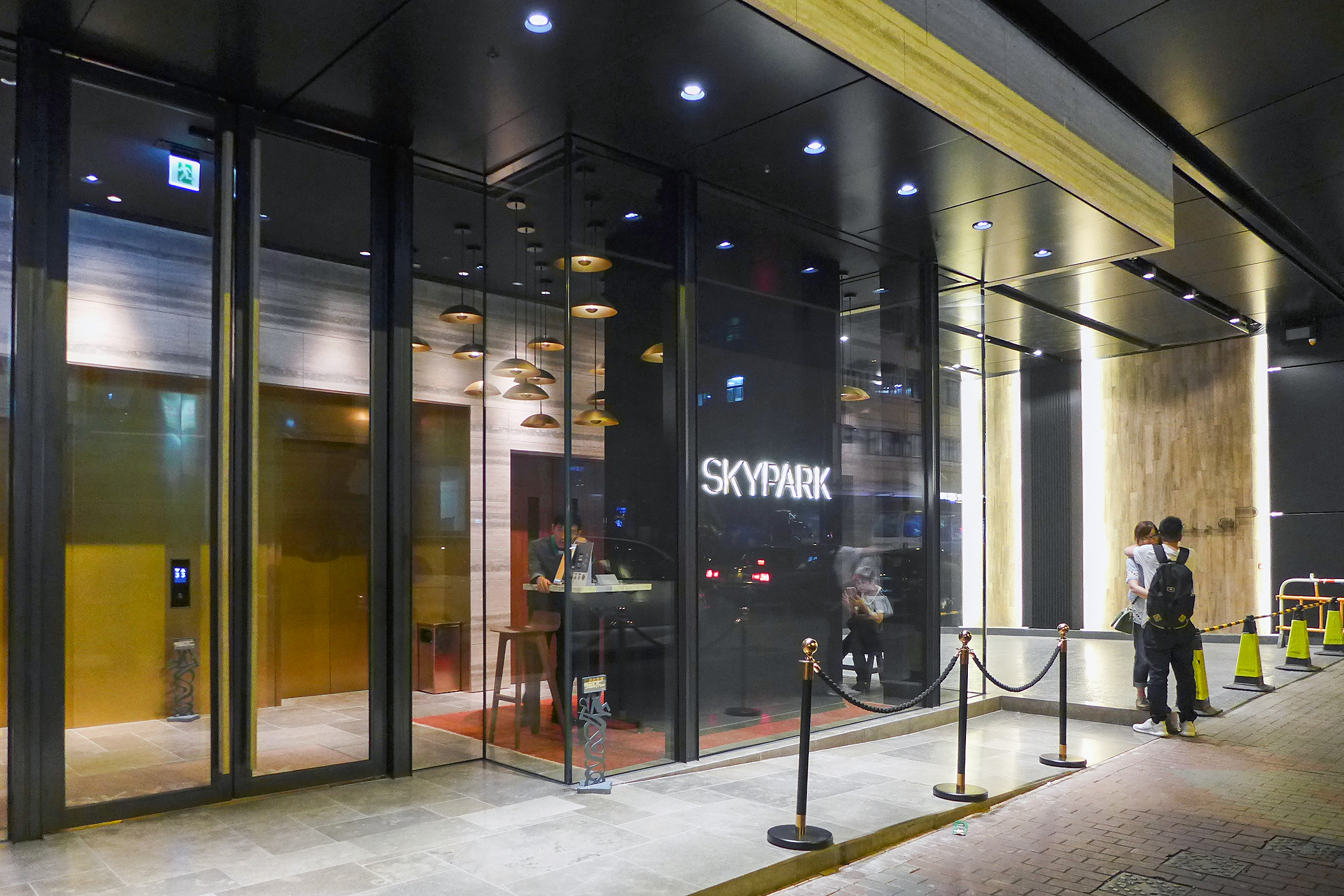
SKYPARK住宅入口

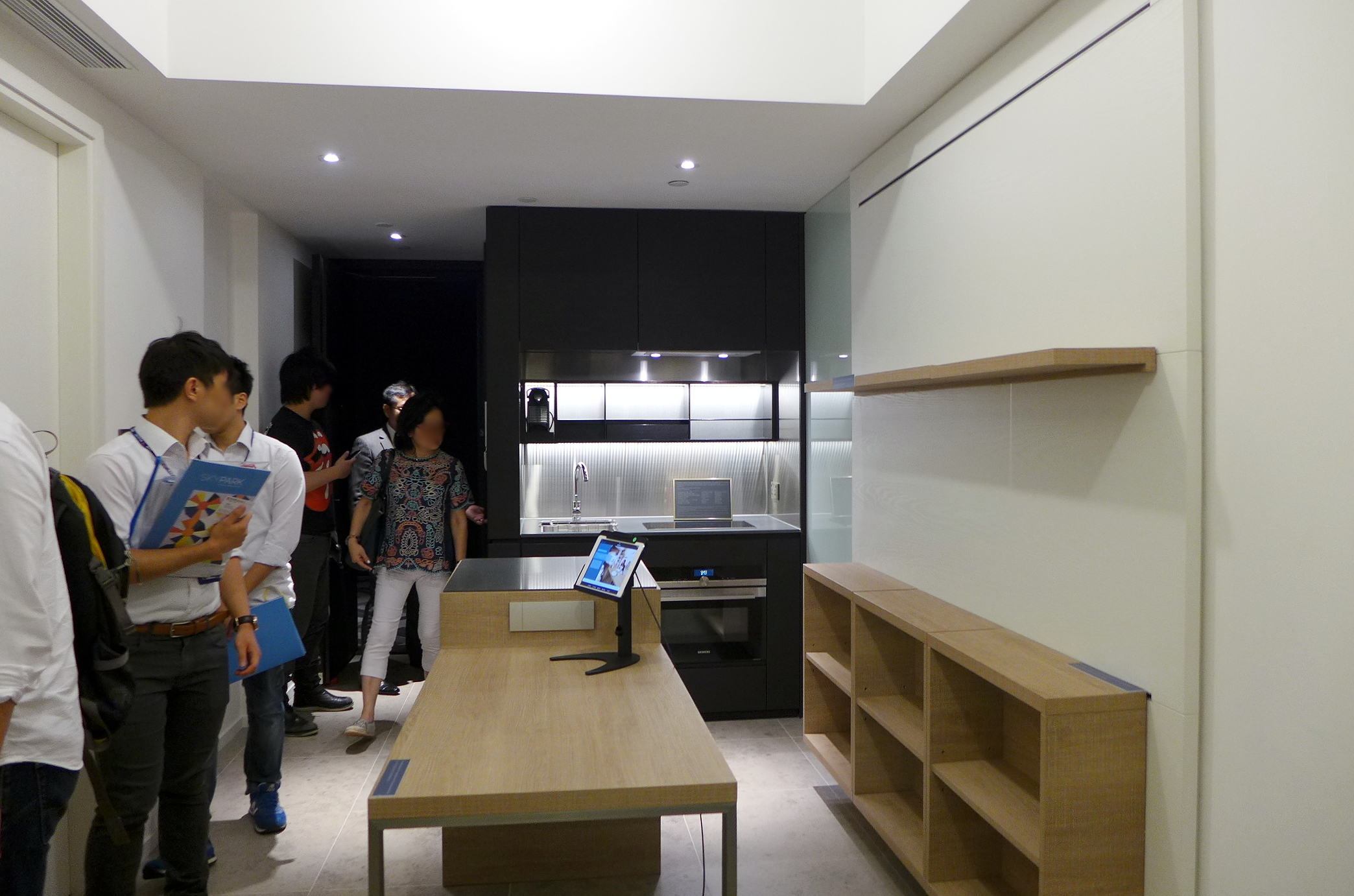
一房單位在交樓時，發展商都會附送一套多功能工作枱及活動式組合櫃

SKYPARK，位於香港九龍旺角奶路臣街17號，由新世界發展及市區重建局合作發展，為波鞋街重建項目住宅部分。頂層設有大型空中花園供住戶使用，樓盤的取名寓意為住戶於鬧市中打造一片空中花園。項目由香港巴馬丹拿設計，2017年4月底落成入伙，樓花期約21個月。發展商於2015年6月底於上環開設示範單位，同年7月4日首度發售100伙，折實555萬元入場。

## 歷史
早於1998年，市區重建局前身的土地發展公司已提議重建波鞋街，但受商戶大力反對，直到2007年12月市建局正式啟動重建計劃，2012年推出招標，並由新世界發展投得。

## 住宅
項目主打小型單位，5樓至26樓為住宅單位，每層約有22伙，共提供439伙。其中開放式單位實用面積由309至316方呎，共約180伙，佔項目41%；1房實用面積395至463方呎，共約209伙；單是開放式及1房合計已達389伙，佔整體約90%。雖然每戶面積不大，但仍設有露台及工作平台。全盤2房單位只有49伙，為A1及A8室，實用面積540至592方呎，其中實用面積463方呎的B1室，5至16樓屬1房設計，但17至26樓則改為2房；整個樓盤僅得一個3房戶，為27樓A室，實用961方呎，可視為SKYPARK的特色戶。
值得一提的是，各一房單位在交樓時，發展商都會附送一套多功能工作枱及活動式組合櫃，讓戶主作為餐枱或工作枱，而組合櫃可用於放置書籍、生活用品或家居擺設，型格味道十足；另工作枱設有插頭，手機、平板電腦及其他電子產品等均可在此充電。

## 設施

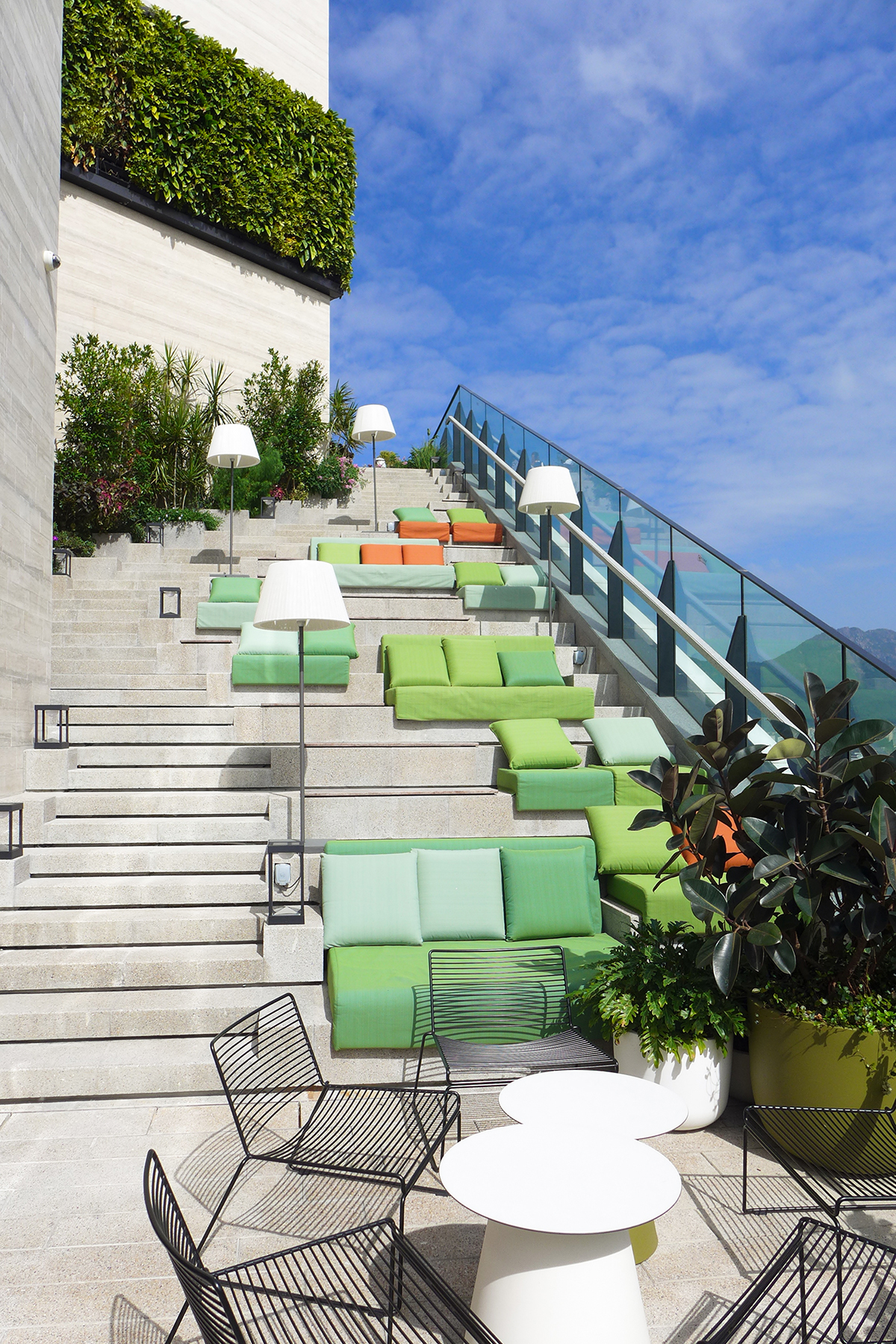
天台花園「THE LAWN」SKY STAIRS

物業最頂層部分、即28樓和天台，分別設有名為「THE AURORA」的「空中會所」，以及天台花園「THE LAWN」。會所的室內部分佔地逾8700方呎，由荷蘭設計師Rob Wagemans及其團隊Concrete Architectural Associates設計，主要設施包括室內泳池、圖書館、健身室、工作室SKY LIVING、小型酒吧SKY BAR、宴會廳及健身室。
天台花園「THE LAWN」佔地7200方呎，除園藝佈置外，還設有野餐區和燒烤區，可讓住戶來一頓旺角夜空下的美食派對，俯瞰九龍，遠望獅子山。據悉，此設計意念是來自新世界執行副主席鄭志剛的構思。園藝部分由Adrian L. Norman Limited設計。

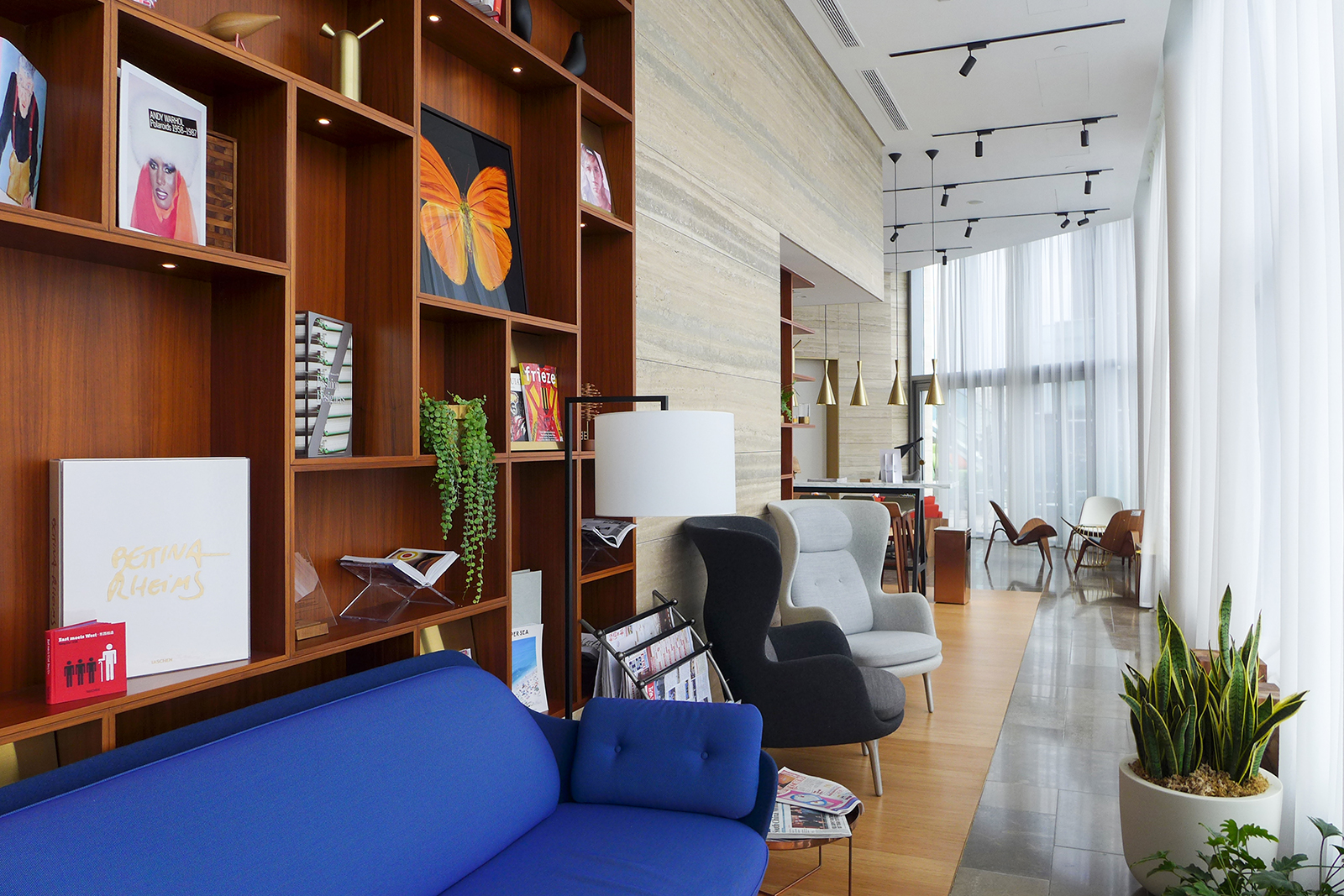
「空中會所」圖書館
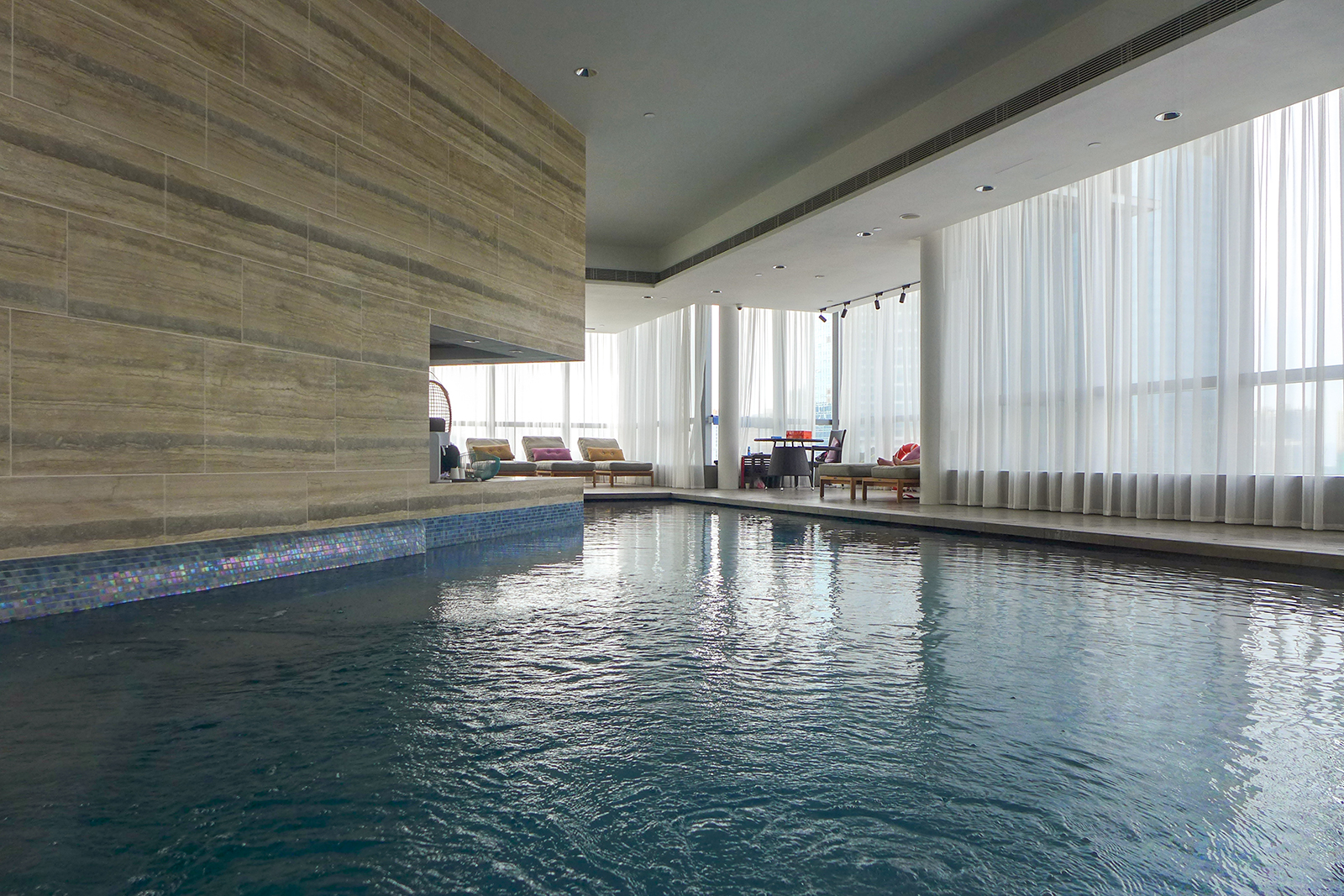
「空中會所」室內泳池
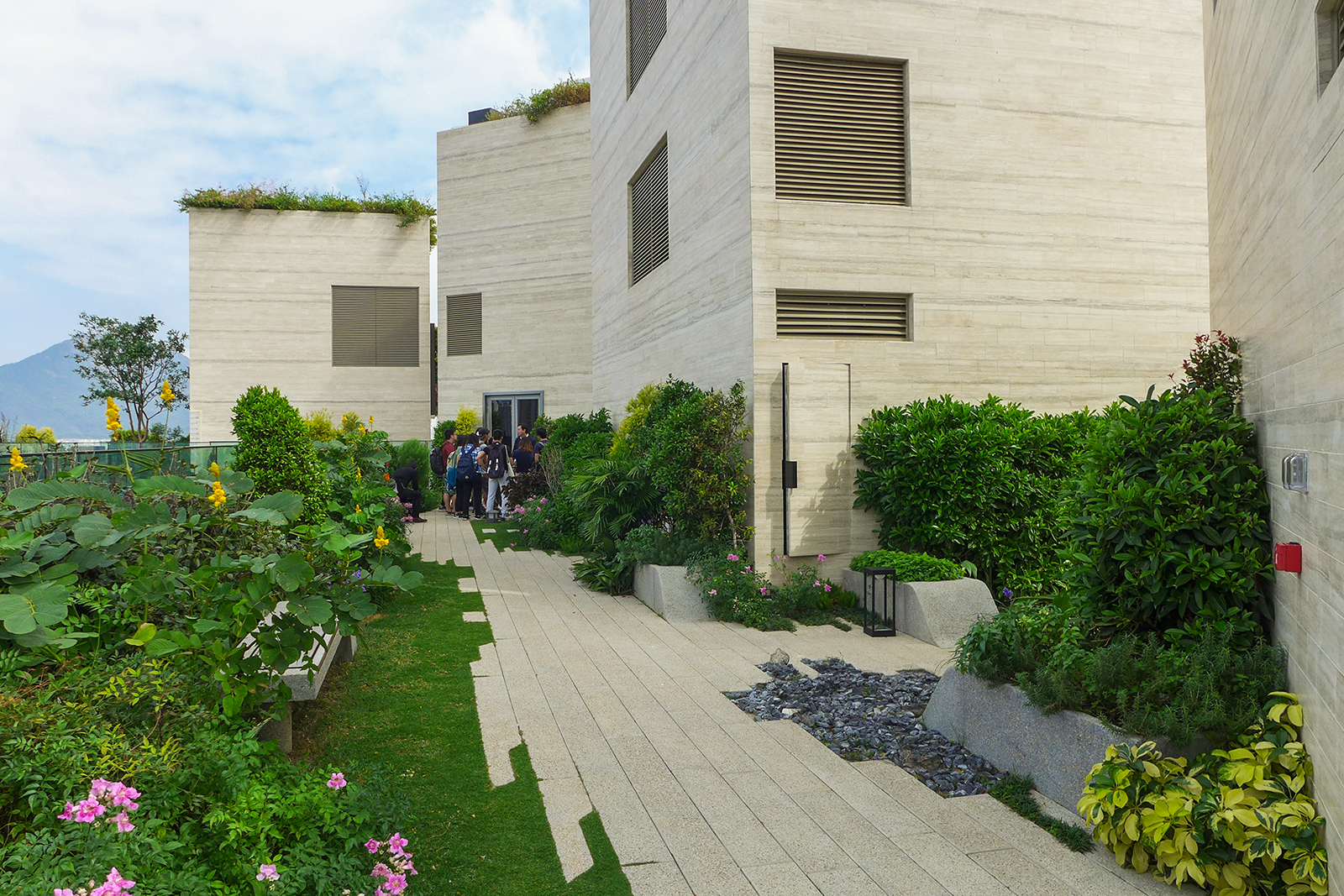
天台花園「THE LAWN」
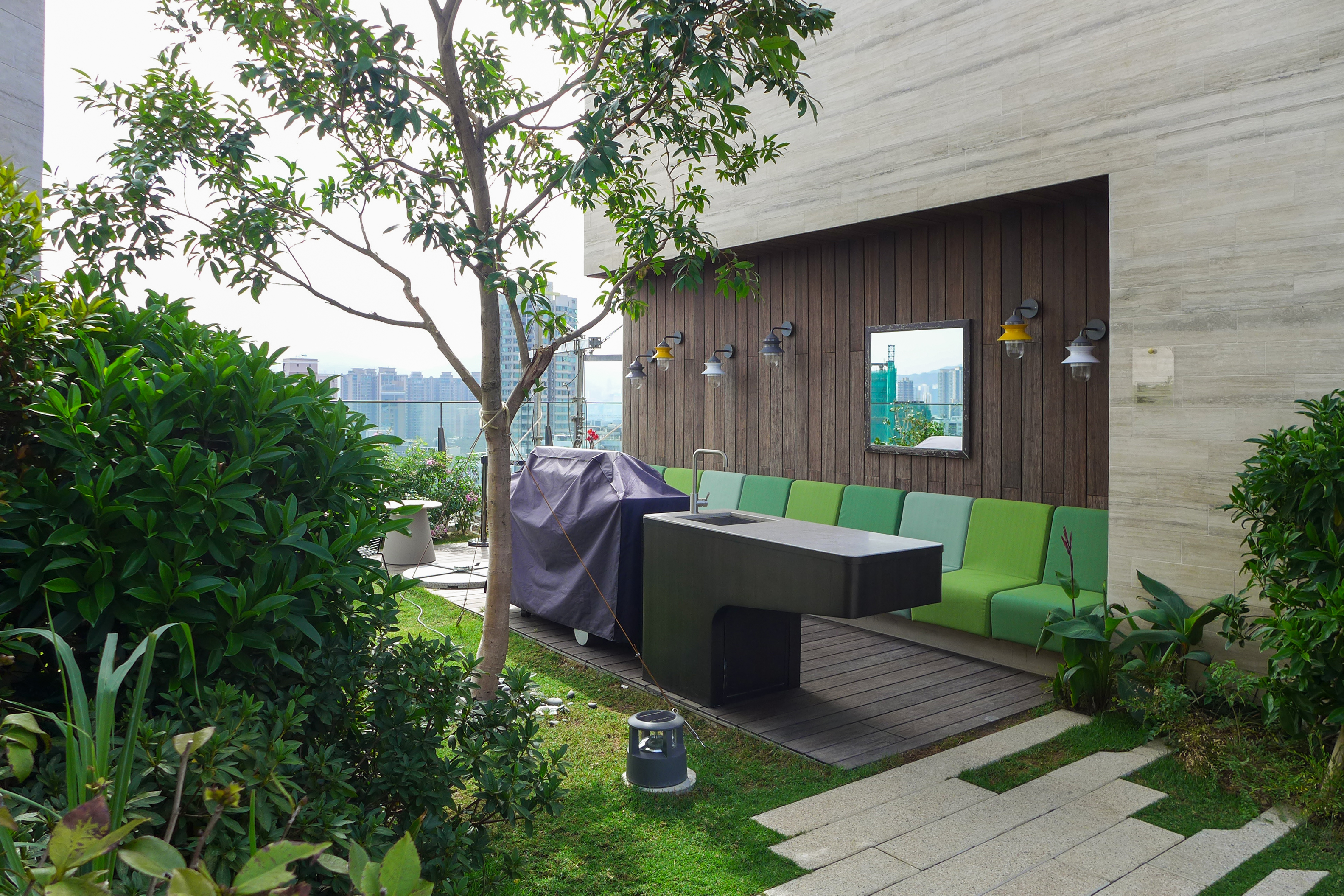
燒烤區
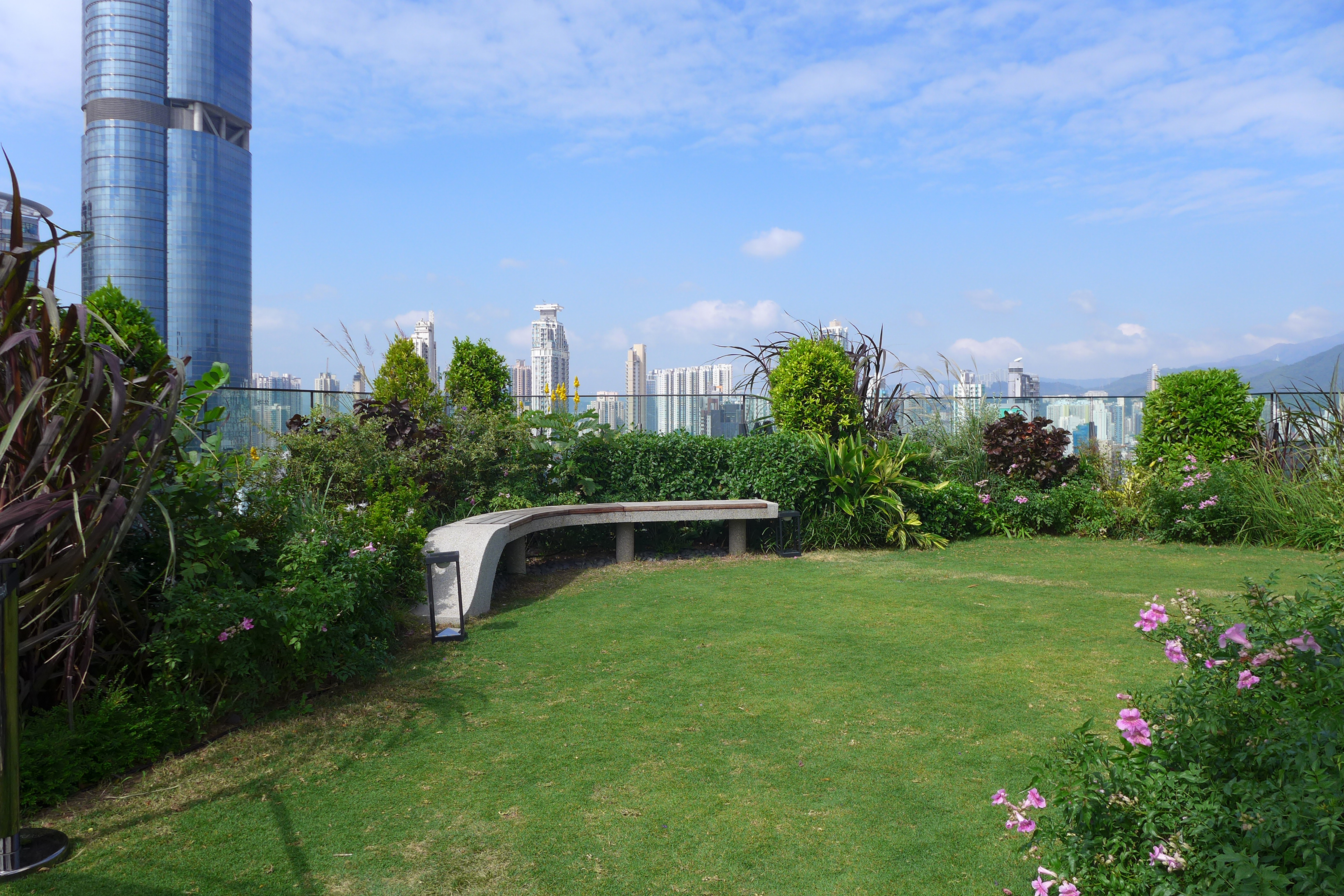
天台花園「THE LAWN」草坪

## 商場

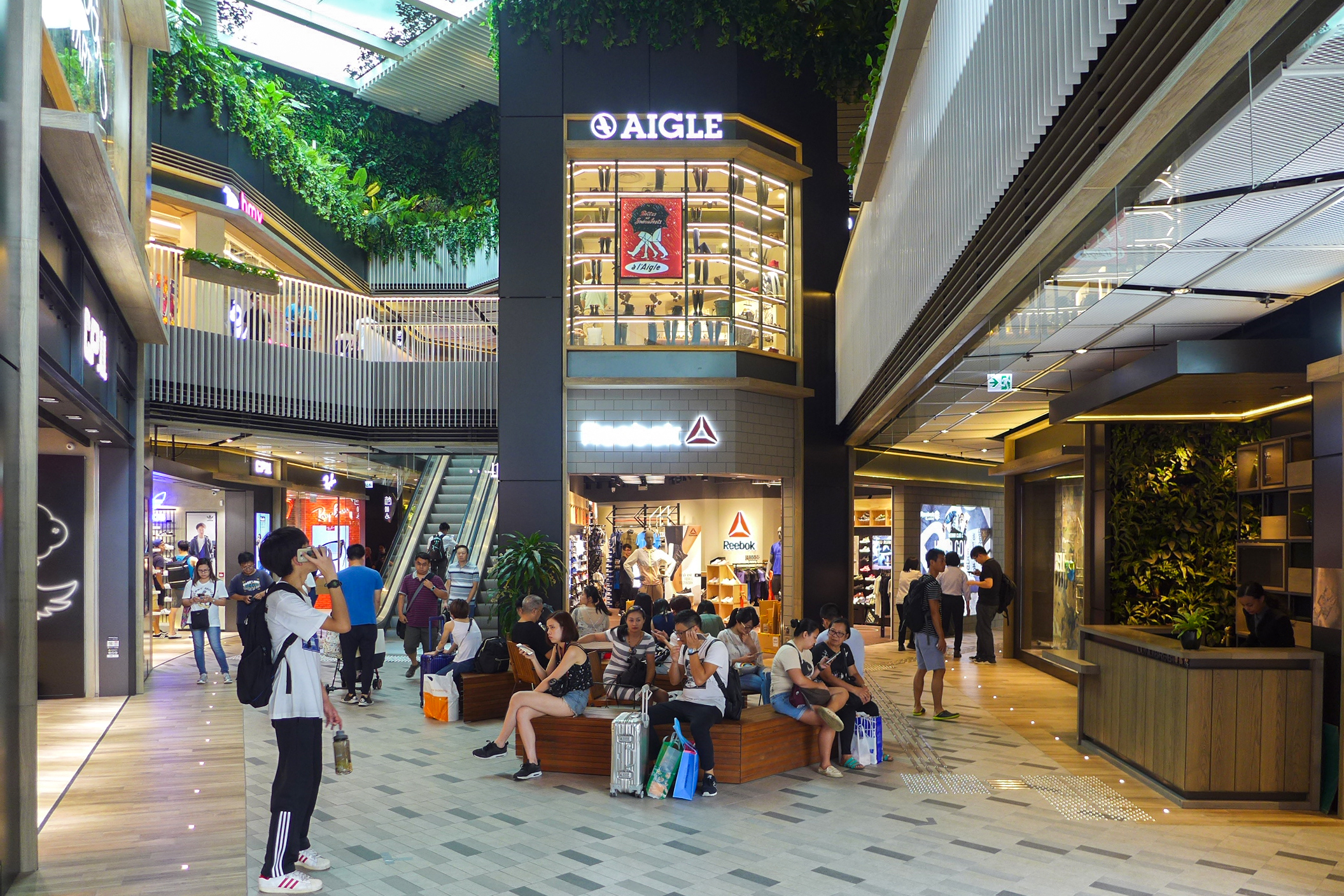
The FOREST 中庭

物業基座1至3樓為商場THE FOREST，面積逾5萬平方呎，以日本代官山的特色錯落建築物作設計藍本，並以運動文化為主題，於2017年7月開幕地下部份。地下租戶包括Adidas、Nike、Jordan、允記及PUMA等。1樓至2樓租戶包括asics、C.P.U.、Ray Ban、Champak Restaurant by ATUM 東南亞菜餐廳、Green Common、hmv、Big Pack、The Overlander、AIGLE、EGG Tart、Pops OPTIC及MOS Cafe等。

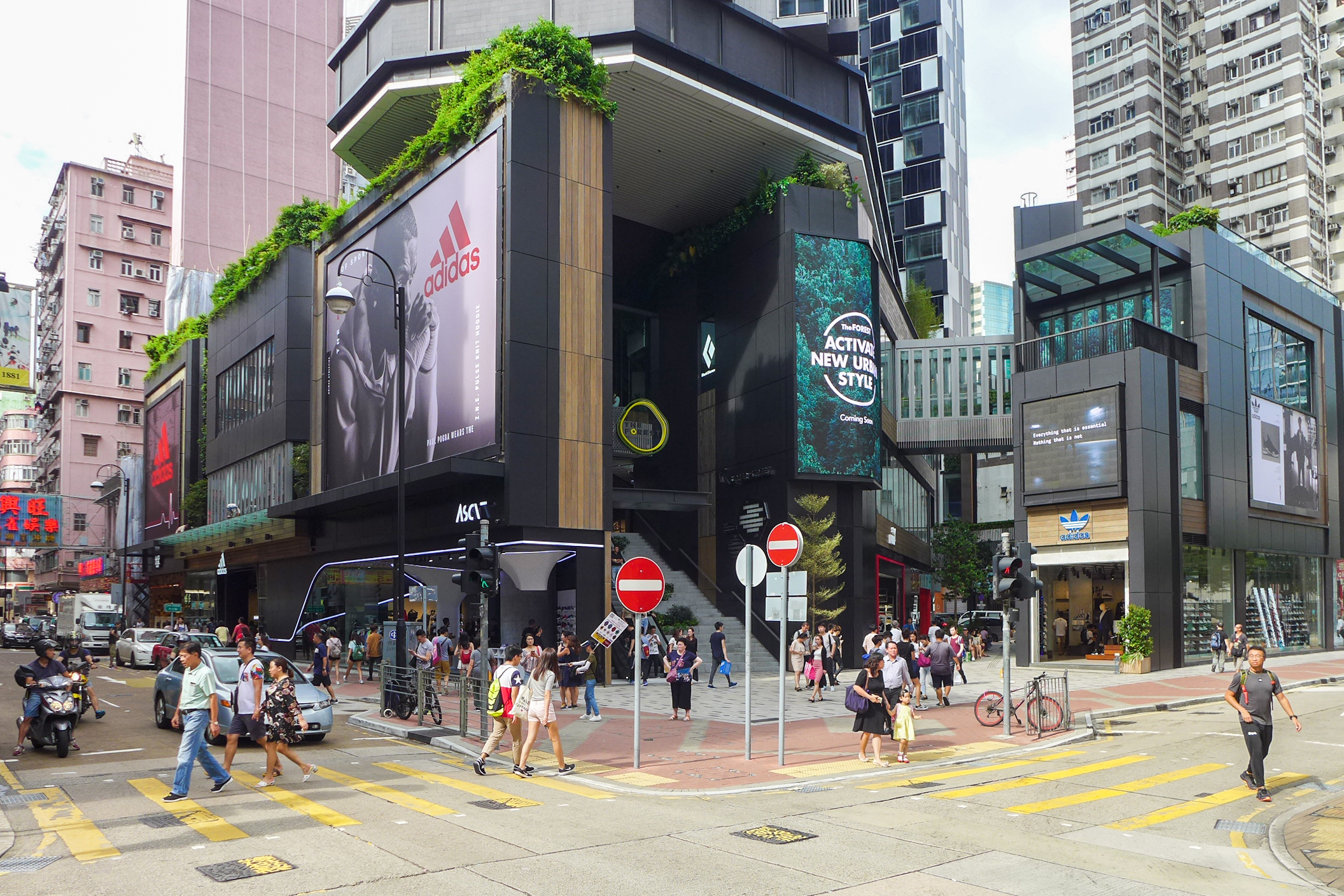
The FOREST 外貌
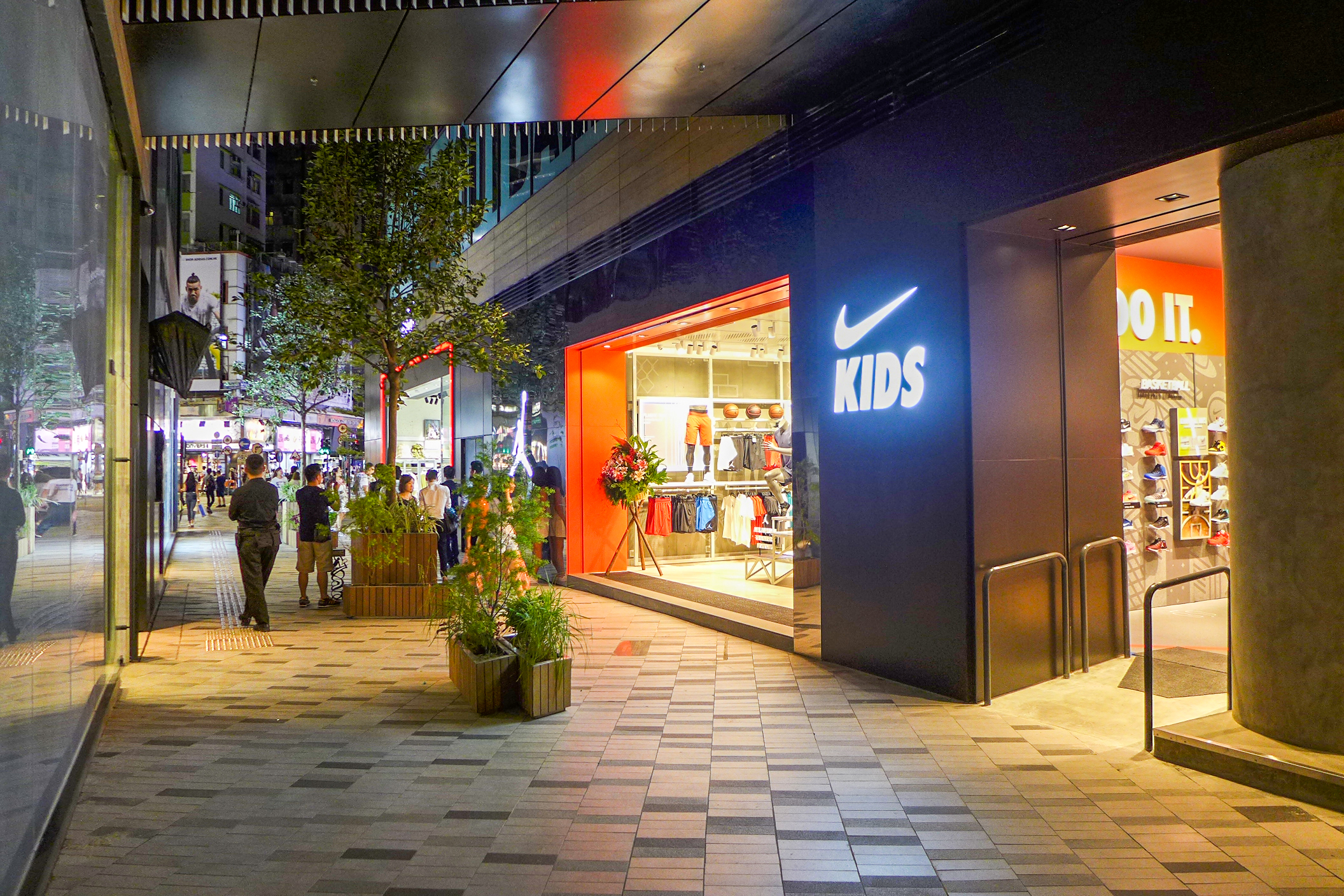
地下商店
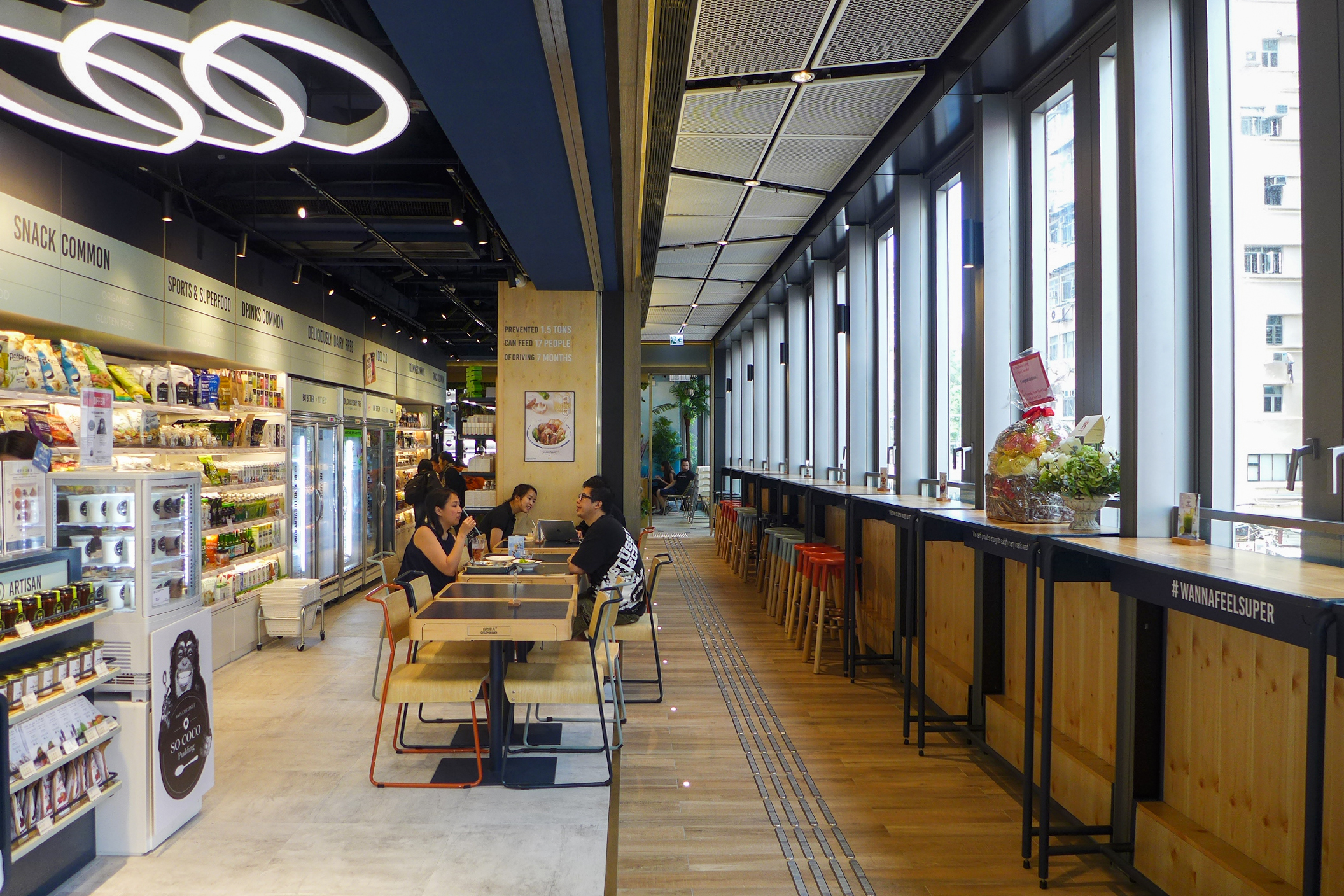
1樓商店Green Common
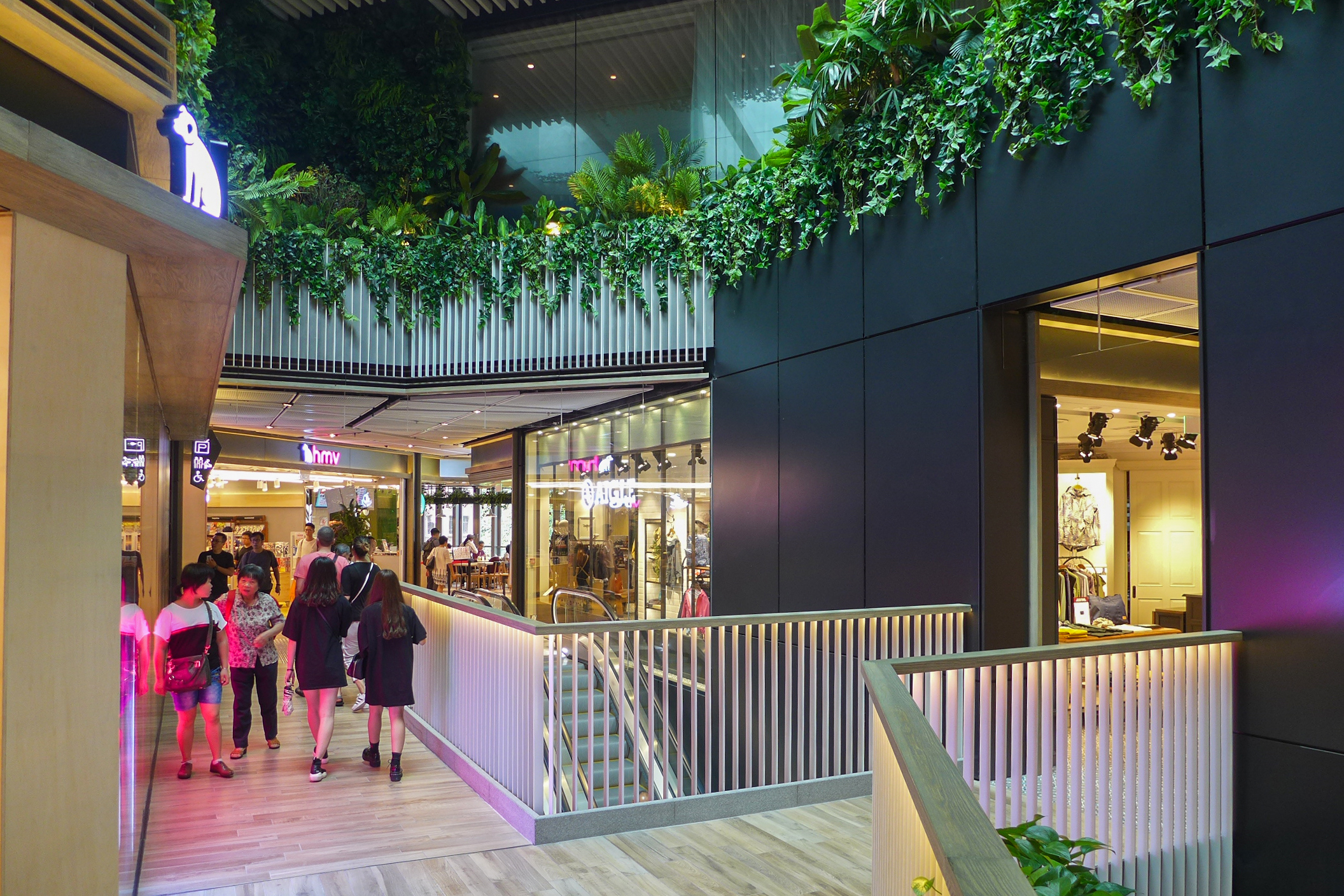
2樓商店
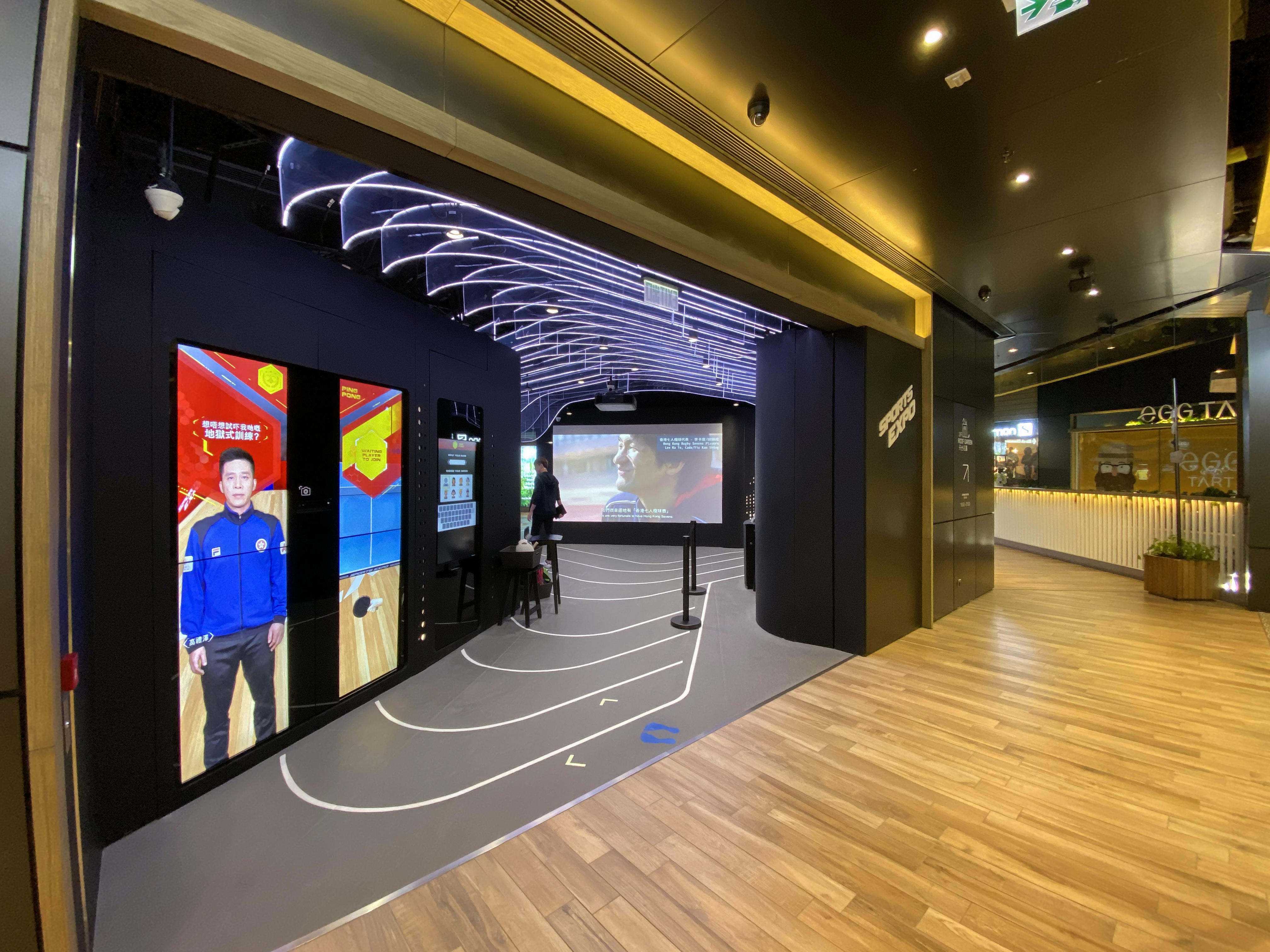
SPORTS EXPO 體育名人館在2019年10月5日起開放
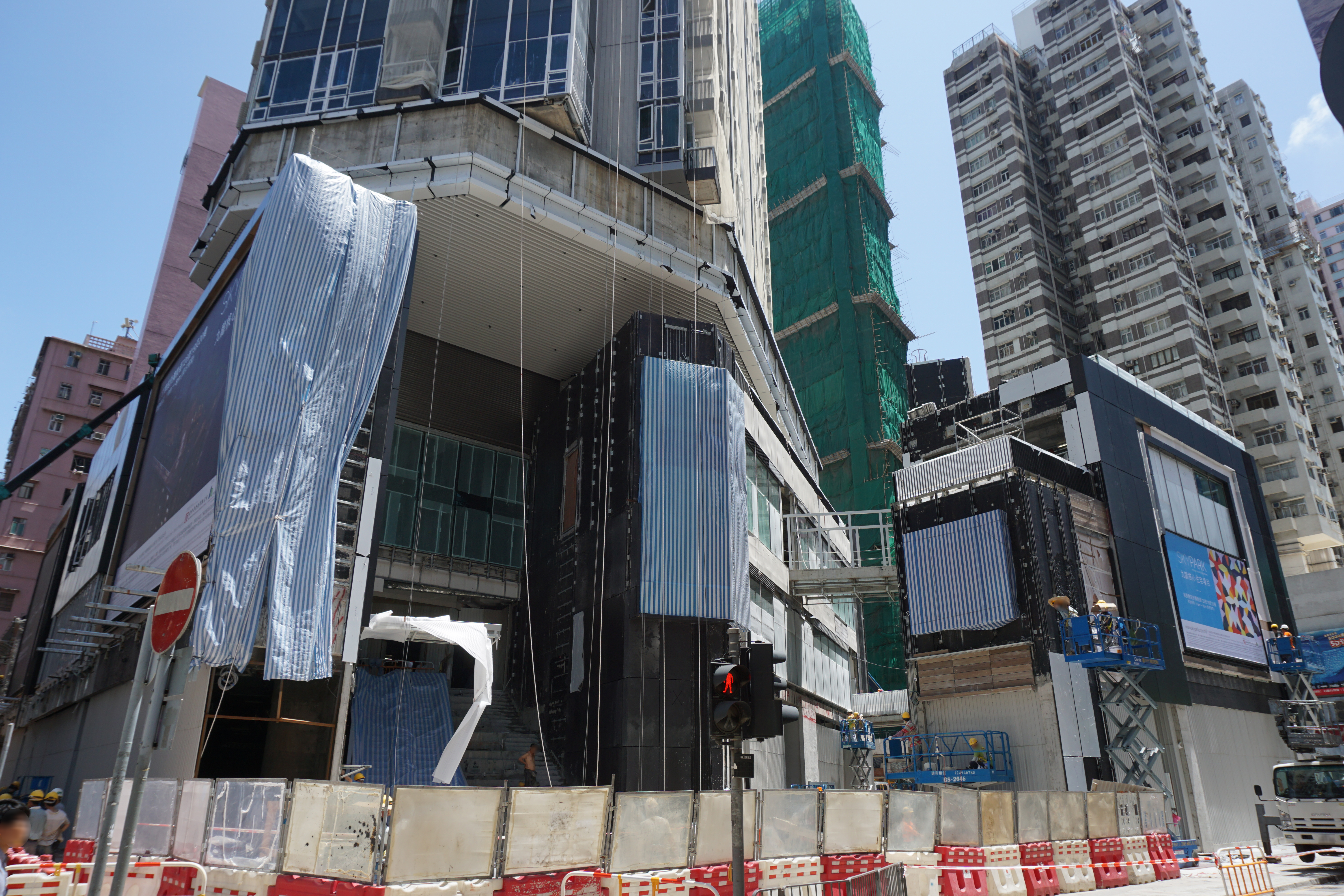
正進行裝修的商場（2016年7月）

## 原先設計概念被消失

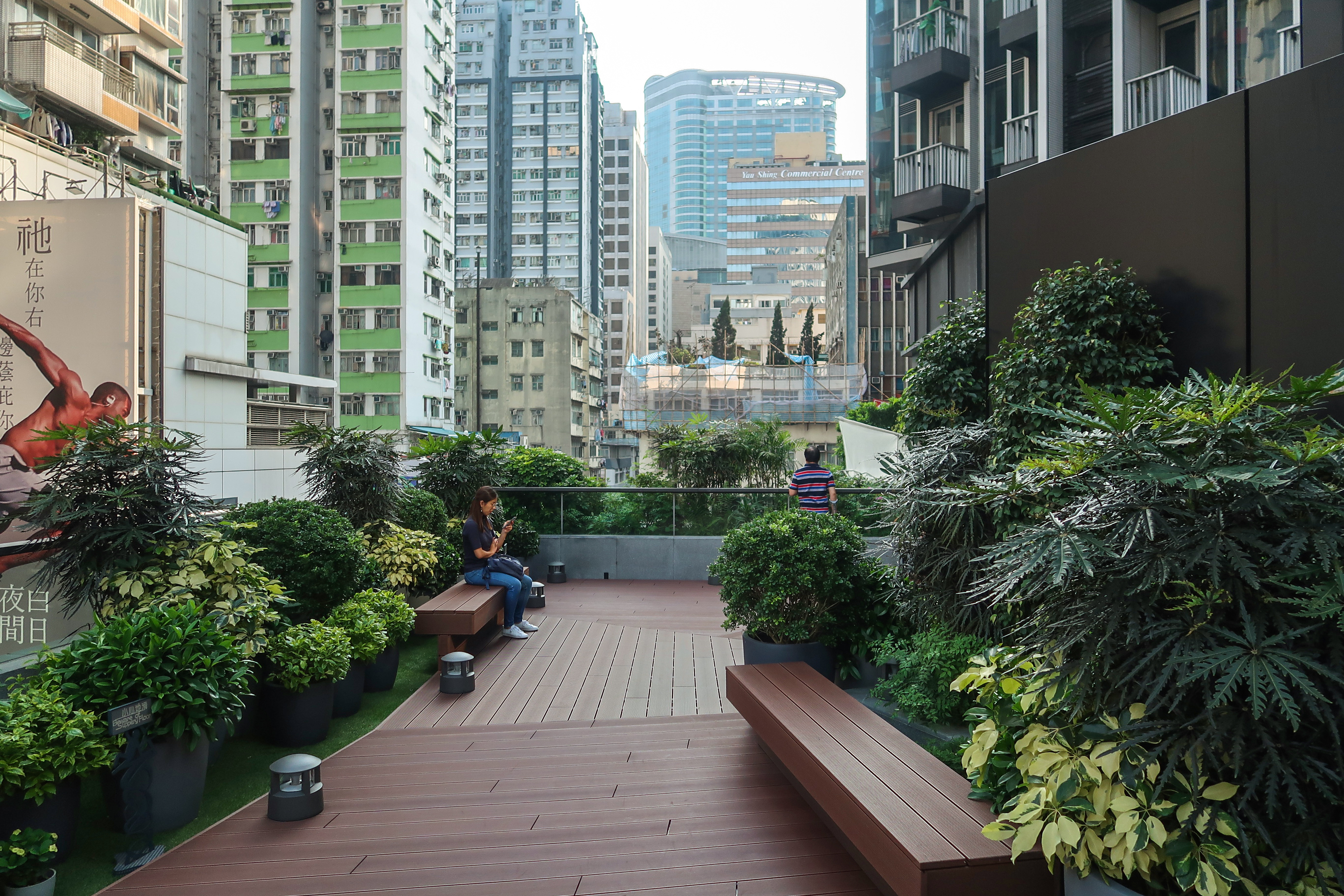
低座建築的3樓天台的空中花園在2019年2月才對外開放

2017年8月，有媒體報道指重建項目原先承諾設全港首個「體育名人館」及對外開放的空中花園，最終未有兌現。市建局回應指，因應2010年《旺角分區計劃大綱草圖》訂定新的建築物高度限制，故2011年提出修訂設計方案，建議刪去原有方案的2層康樂文娛場所，但保留連貫洗衣街與花園街的地面行人通道，以及往後移面向奶路臣街的3層連平台的建築物，以騰出更多地面空間，指修訂方案建議曾向油尖旺區議會提交。市建局其後承認未能全面做好資訊溝通，在商場保留一個固定舖位，替代「體育名人館」。同時於低座建築的3樓天台空間設一個逾千平方呎的平台花園，屆時將會有升降機與奶路臣街地面連接，原預計於2017年底完成。但最終到2019年2月才對外開放。而佔地約2100平方呎「體育名人館」在同年10月5日起開放，為VR運動遊戲館，參觀者可體驗8項不同類型的運動訓練。

## 空中花園規矩被指嚴苛
有關注團體和區議員認為空中花園規矩嚴苛，只以利益角度管理，連飲食和進行遊戲都被保安禁止。市建局稱為確保附近民居安全及環境衛生不會做成影響，因而設下了有關規則。

## 交通
SKYPARK位處商店和食肆林立的奶路臣街、洗衣街和花園街交界，毗鄰麥花臣遊樂場。
| 交通路線列表                                                           |
| ---------------------------------------------------------------------- |
| 港鐵 - █ 觀塘綫、 █ 荃灣綫：旺角站E2出入口 - █ 東鐵綫：旺角東站B出入口 |

## 興建圖集

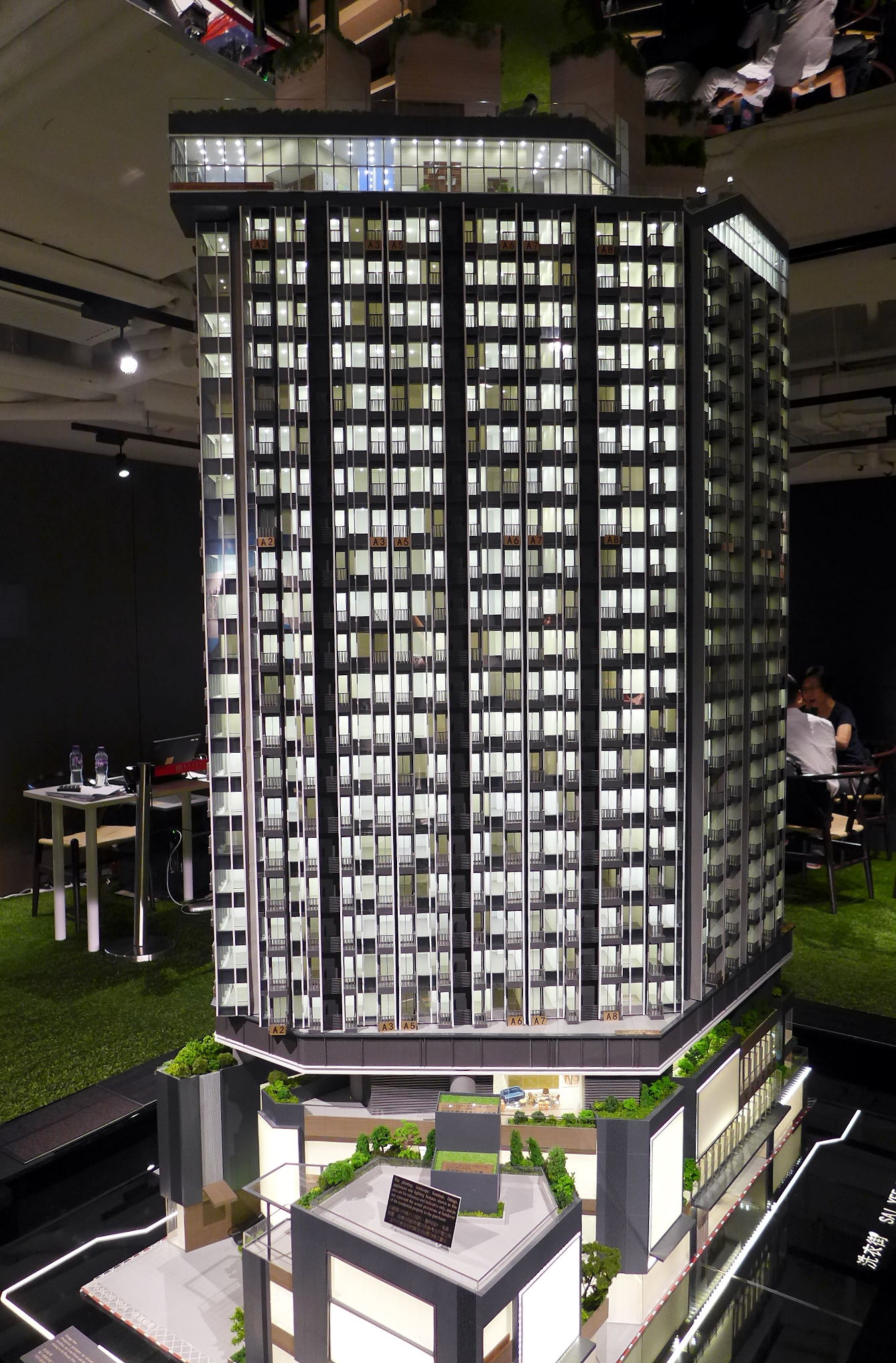
SKYPARK示範單位模型
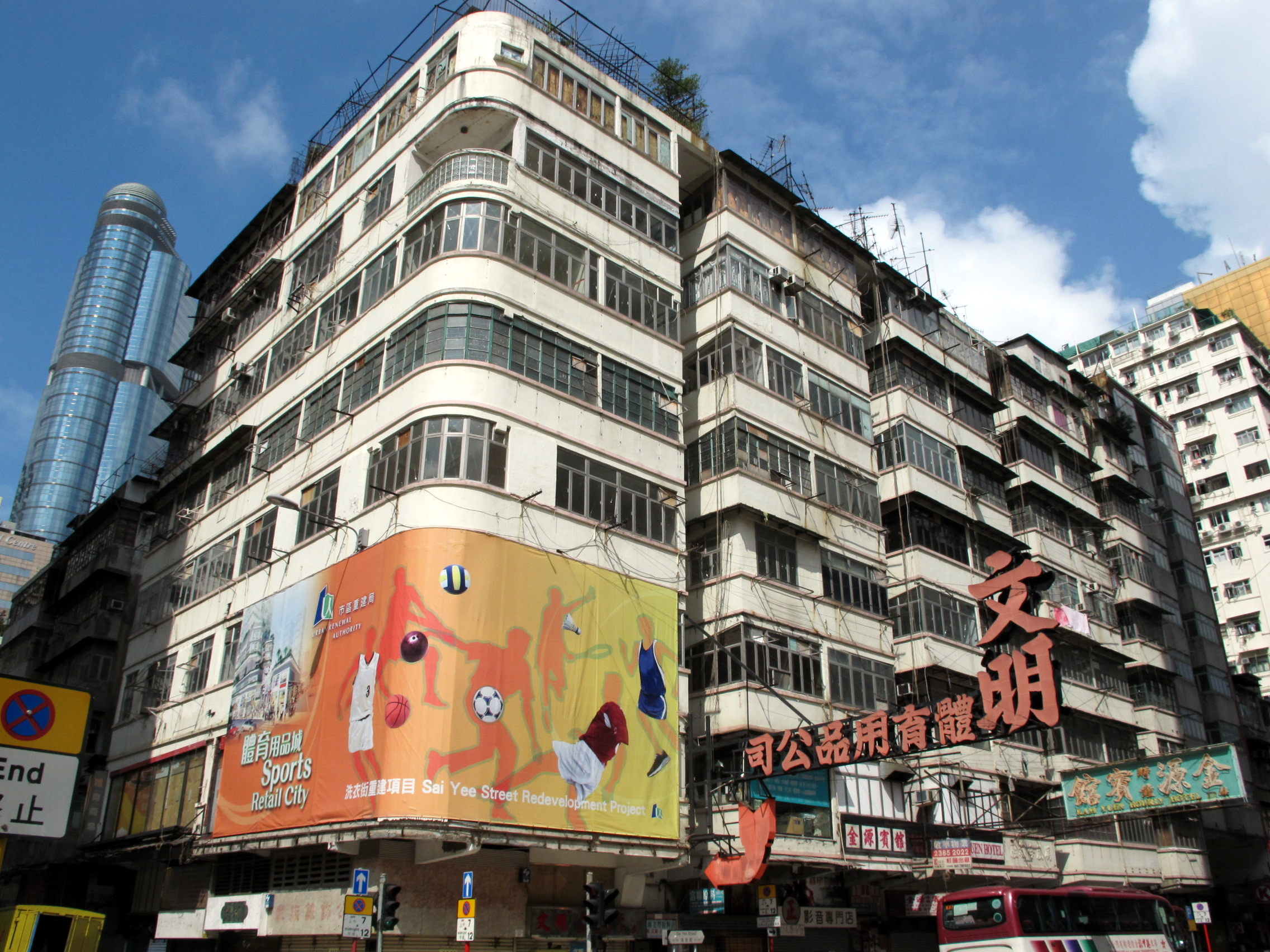
重建前的唐樓（2010年10月）
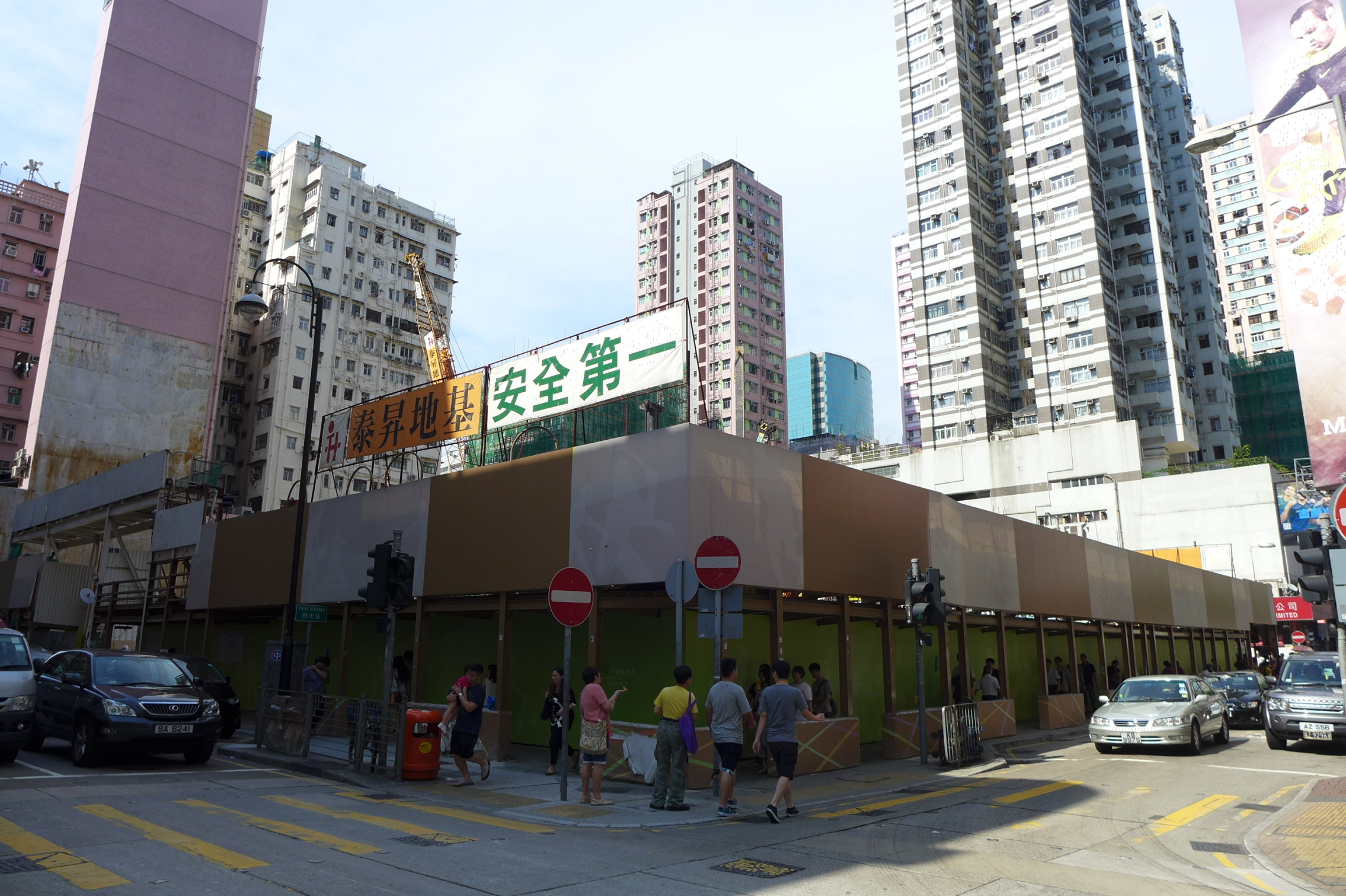
2014年5月
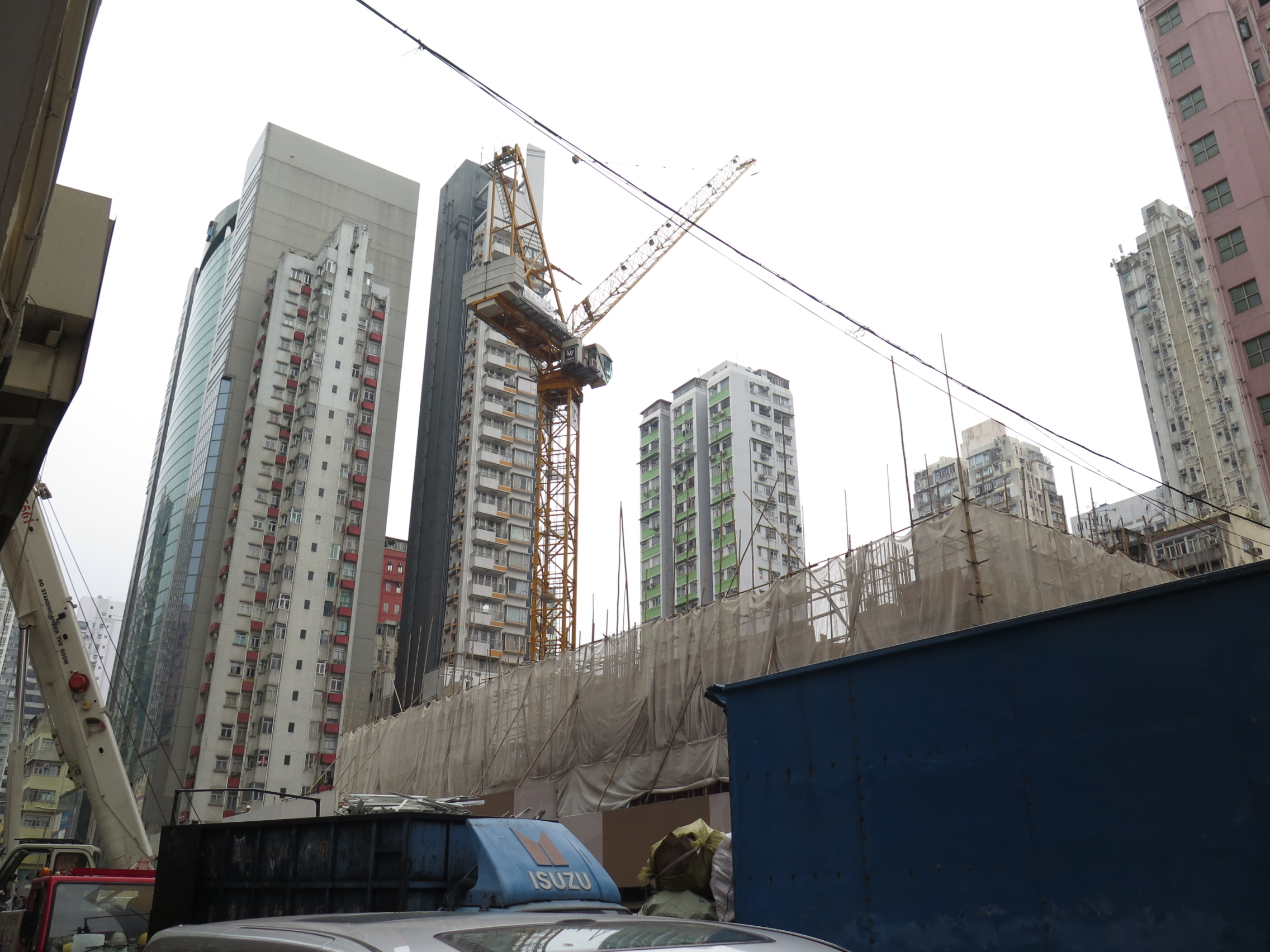
2015年2月
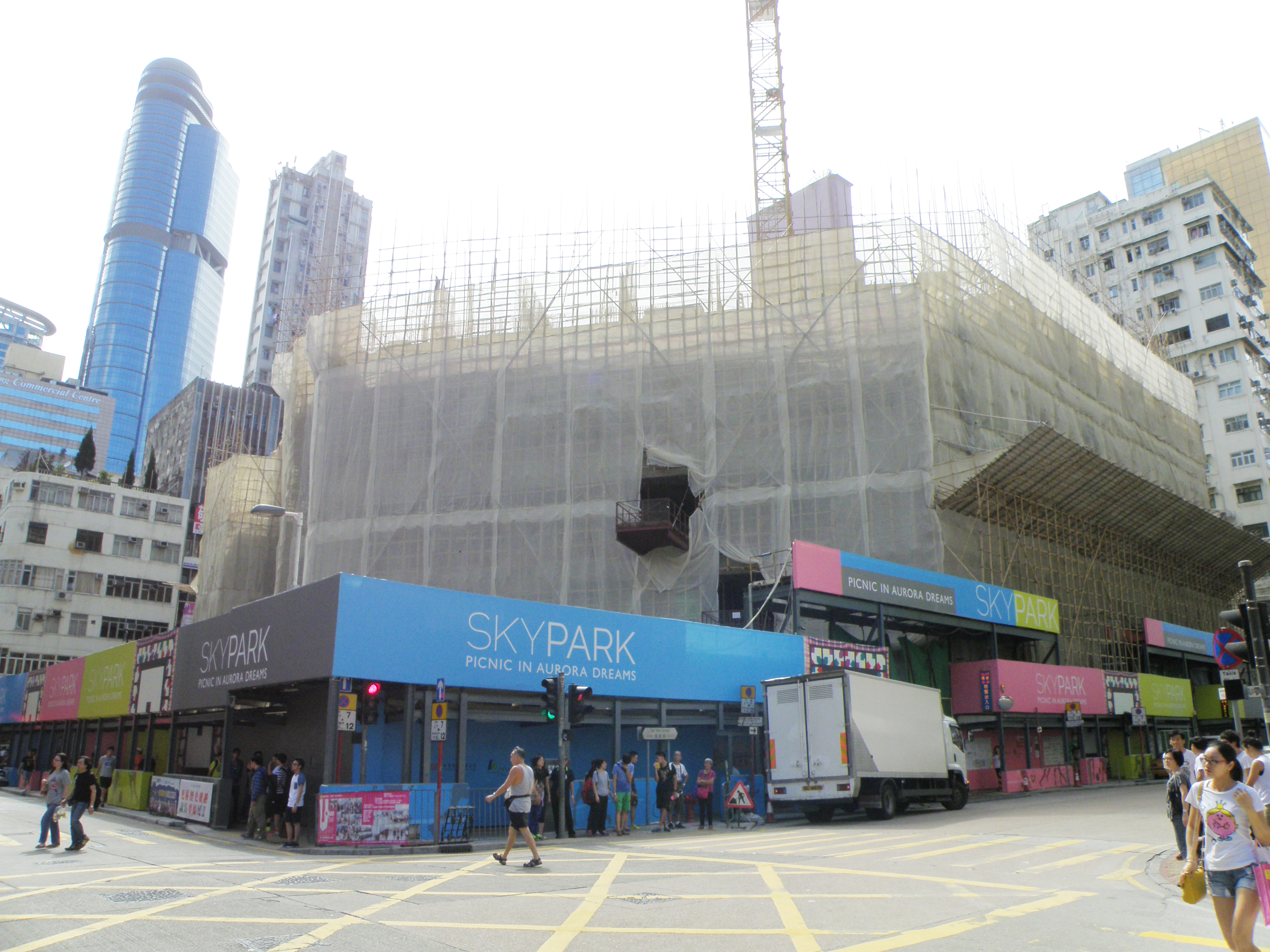
2015年6月（仰望）
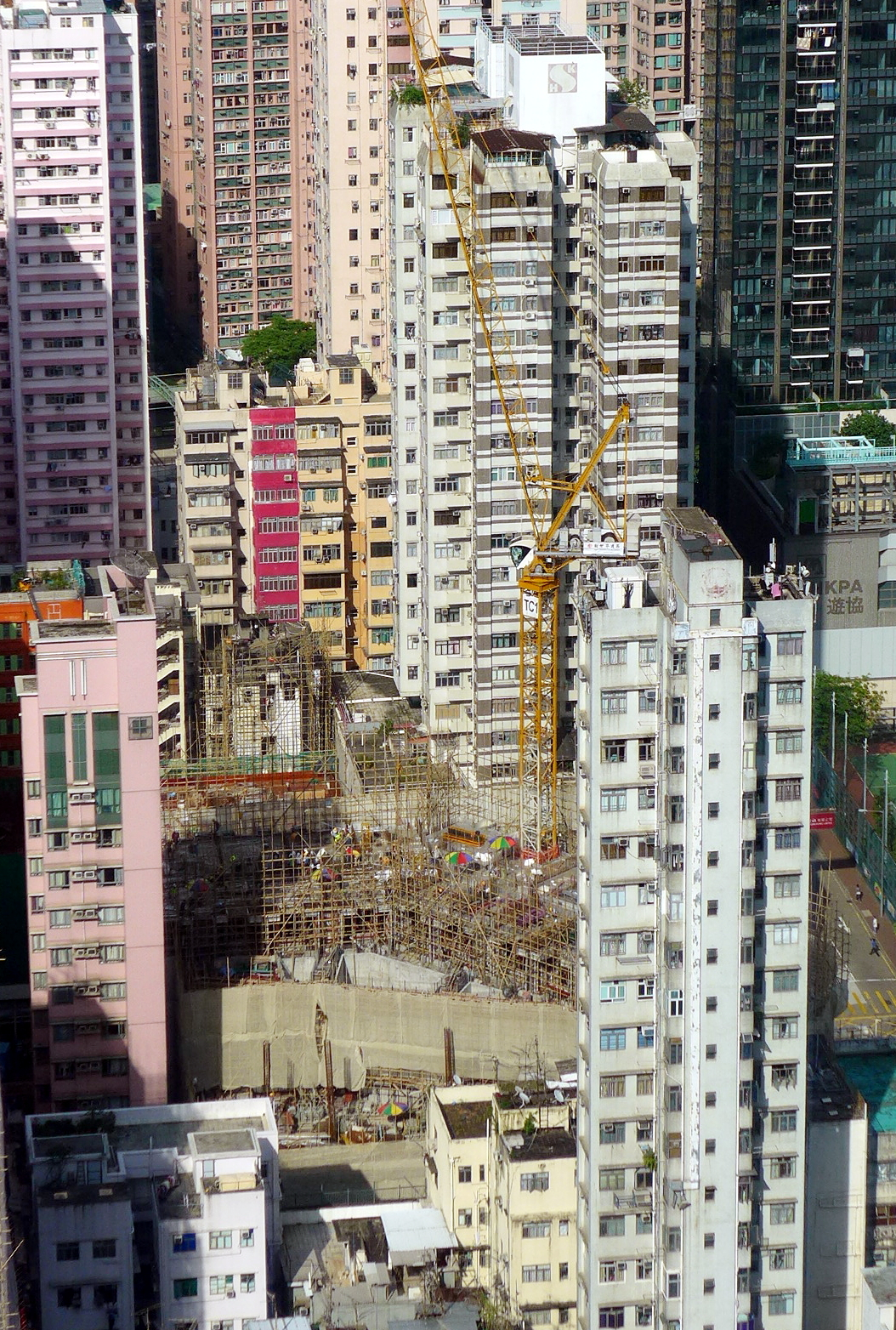
2015年6月（俯瞰）
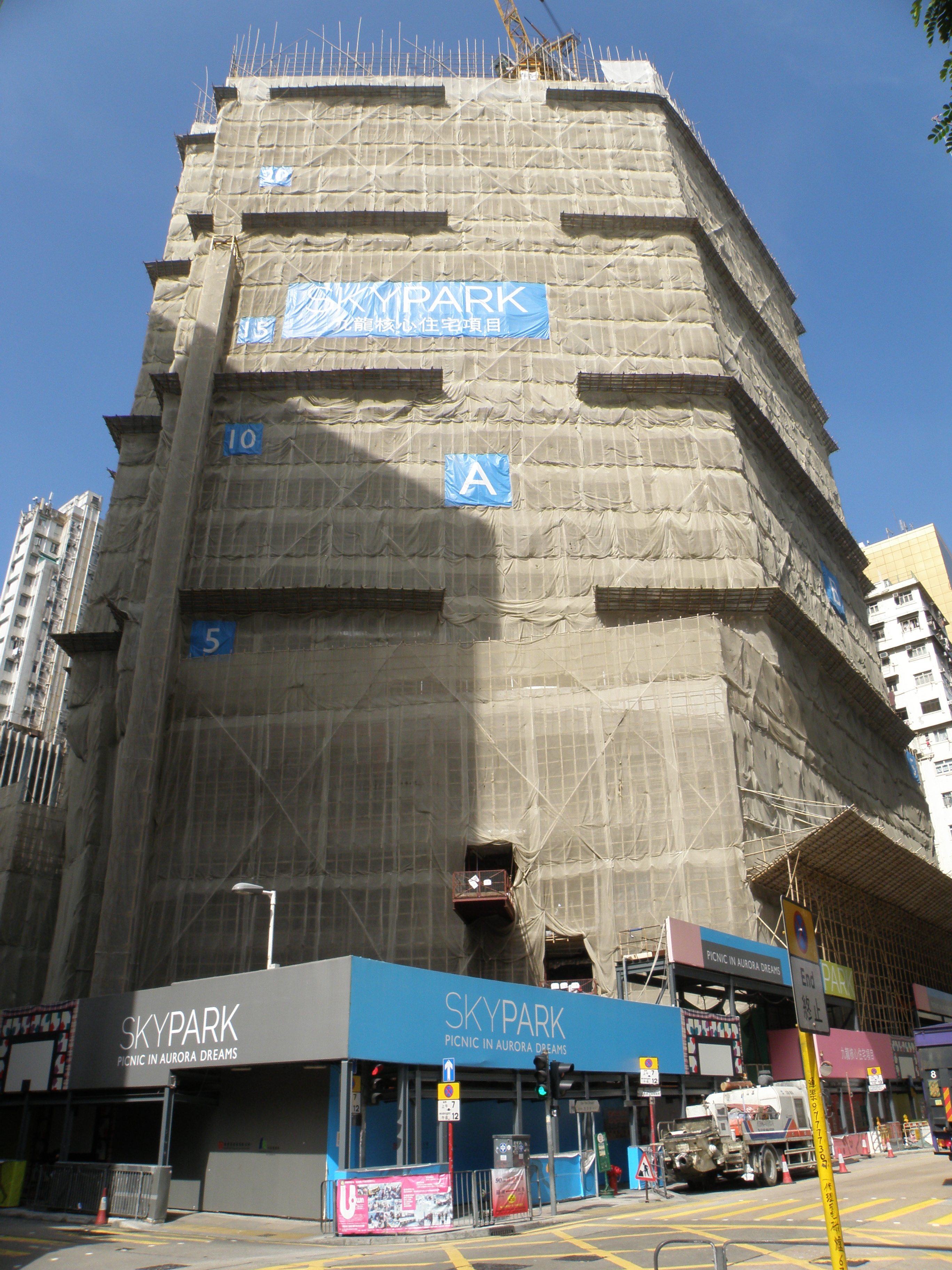
2015年11月
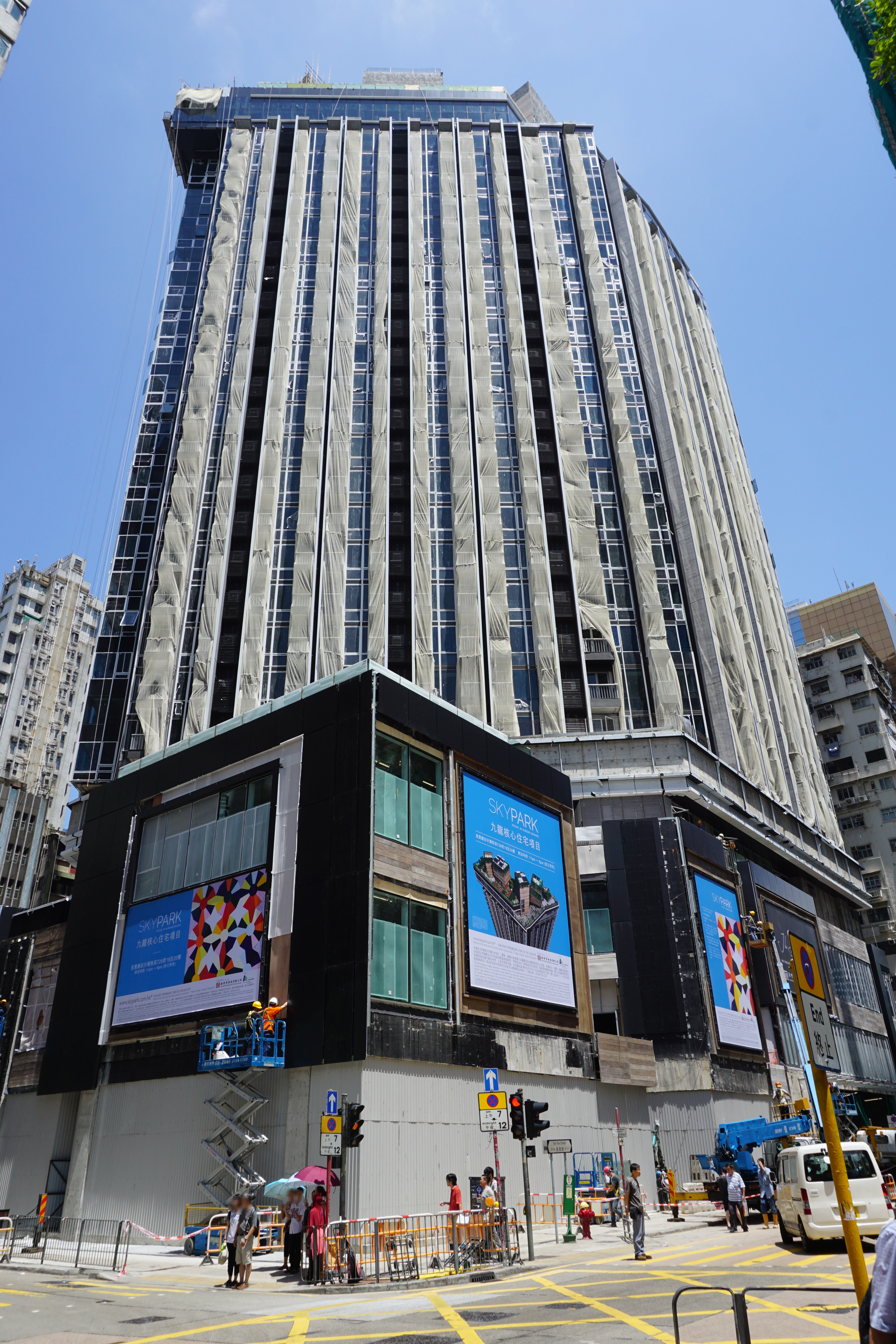
2016年7月

## 外部連結
- SKYPARK 官方網頁（页面存档备份，存于）
- SKYPARK 資料專頁
- 商場THE FOREST官方網頁（页面存档备份，存于）